# 30-й гвардейский истребительный авиационный полк
30-й гвардейский истребительный авиационный Барановичский Краснознамённый ордена Суворова полк (30-й гв. иап) — воинская часть Военно-воздушных сил (ВВС) Вооружённых Сил РККА, принимавшая участие в боевых действиях Великой Отечественной войны.

## Наименования полка
За весь период своего существования полк несколько раз менял своё наименование:
- 180-й истребительный авиационный полк;
- 30-й гвардейский истребительный авиационный полк;
- 30-й гвардейский истребительный авиационный Краснознамённый полк;
- 30-й гвардейский истребительный авиационный Барановичский Краснознамённый полк;
- 30-й гвардейский истребительный авиационный Барановичский Краснознамённый ордена Суворова полк;
- Полевая почта 40585.

## Создание полка
30-й гвардейский истребительный авиационный полк образован 22 ноября 1942 года путём преобразования из 180-го истребительного авиационного полка на основании Приказа НКО СССР. 180-й истребительный авиационный полк создан 21 октября 1941 года.

## Расформирование полка
30-й гвардейский истребительный авиационный Барановичский Краснознамённый ордена Суворова полк был расформирован в составе 1-й гвардейской истребительной авиационной дивизии 30-й воздушной армии Прибалтийского военного округа 6 августа 1959 года

## В действующей армии
В составе действующей армии:
- с 24 марта 1943 года по 15 января 1944 года, Итого — 297 дней
- с 1 июня 1944 года по 9 мая 1945 года, Итого — 342 дня,

Всего 639 дней

## Командиры полка
- гвардии капитан, майор Сергеев Александр Петрович[6], с 03.1941 г. по 13.10.1941 г.
- гвардии майор, подполковник Хлусович Иван Михайлович[6], с 10.1941 г. по 18.12.1943
- гвардии майор, подполковник Ибатулин Хасан Мингеевич[6], с 18.12.1943 г. по 31.12.1945

## В составе соединений и объединений
| Период        | Фронт (округ)                                   | армия                | корпус                                 | дивизия                                            | примечание |
| ------------- | ----------------------------------------------- | -------------------- | -------------------------------------- | -------------------------------------------------- | --- |
| 22.11.1942 г. | Московский военный округ                        |                      |                                        | 22-й запасный истребительный авиационный полк      | Иваново, Полк преобразован в гвардейский, Р-39 Аэрокобра                                                          |
| 13.03.1943 г. | Центральный фронт                               | 16-я воздушная армия |                                        | 1-я гвардейская истребительная авиационная дивизия | Р-39 Аэрокобра |
| 20.10.1943 г. | Белорусский фронт                               | 16-я воздушная армия |                                        | 1-я гвардейская истребительная авиационная дивизия | Р-39 Аэрокобра |
| 07.11.1943 г. | Белорусский фронт                               | 16-я воздушная армия | 6-й истребительный авиационный корпус  | 273-я истребительная авиационная дивизия           | Р-39 Аэрокобра |
| 16.01.1944 г. | Резерв ВГК                                      |                      | 6-й истребительный авиационный корпус  | 273-я истребительная авиационная дивизия           | Р-39 Аэрокобра, переформирование                                                                                  |
| 01.06.1944 г. | 1-й Белорусский фронт                           | 16-я воздушная армия | 6-й истребительный авиационный корпус  | 273-я истребительная авиационная дивизия           | Р-39 Аэрокобра |
| 09.05.1945 г. | 1-й Белорусский фронт                           | 16-я воздушная армия | 6-й истребительный авиационный корпус  | 273-я истребительная авиационная дивизия           | Р-39 Аэрокобра |
| 10.06.1945 г. | Группа советских оккупационных войск в Германии | 16-я воздушная армия | 6-й истребительный авиационный корпус  | 273-я истребительная авиационная дивизия           | Р-39 Аэрокобра |
| 15.12.1945 г. | Особый военный округ (Восточная Пруссия)        | 15-я воздушная армия | 11-й истребительный авиационный корпус | 1-я гвардейская истребительная авиационная дивизия | Р-39 Аэрокобра, аэр. Черняховск                                                                                   |
| 1949 г.       | Прибалтийский военный округ                     | 30-я воздушная армия | 54-й истребительный авиационный корпус | 1-я гвардейская истребительная авиационная дивизия | полк переучен на Ла-9, аэр. Черняховск                                                                            |
| 1949 г.       | Прибалтийский военный округ                     | 30-я воздушная армия | 54-й истребительный авиационный корпус | 1-я гвардейская истребительная авиационная дивизия | полк переучен на Ла-11, аэр. Черняховск                                                                           |
| 08.04.1950 г. | Прибалтийский военный округ                     | 30-я воздушная армия | 54-й истребительный авиационный корпус | 1-я гвардейская истребительная авиационная дивизия | звено полка (ведущий ст. л-нт Б. Докин) в районе Лиепая сбит американский самолёт-разведчик PB4Y, аэр. Черняховск |
| 1950 г.       | Прибалтийский военный округ                     | 30-я воздушная армия | 54-й истребительный авиационный корпус | 1-я гвардейская истребительная авиационная дивизия | полк переучен на МиГ-15, аэр. Черняховск                                                                          |
| 15.05.1953 г. | Прибалтийский военный округ                     | 30-я воздушная армия | 54-й истребительный авиационный корпус | 1-я гвардейская истребительная авиационная дивизия | полк переучен на МиГ-17, аэр. Черняховск                                                                          |
| 03.09.1953 г. | Прибалтийский военный округ                     | 30-я воздушная армия | 54-й истребительный авиационный корпус | 1-я гвардейская истребительная авиационная дивизия | полк перебазирован на аэр. Вайноде (Латвийская ССР)                                                               |
| 06.08.1959 г. | Прибалтийский военный округ                     | 30-я воздушная армия |                                        |                                                    | полк расформирован                                                                                                |

## Участие в операциях и битвах
- Курская битва[7] c 5 июля 1943 года по 23 августа 1943 года
- Орловская операция «Кутузов»[7] — с 12 июля 1943 года по 18 августа 1943 года
- Черниговско-Припятская операция[7] — с 26 августа 1943 года по 30 сентября 1943 года.
- Курская оборонительная операция — с 5 июля 1943 года по 12 июля 1943 года.
- Орловская операция «Кутузов» — с 12 июля 1943 года по 18 августа 1943 года.
- Черниговско-Припятская операция — с 26 августа 1943 года по 30 сентября 1943 года.
- Белорусская операция «Багратион» — с 23 июня 1944 года по 29 августа 1944 года.
- Бобруйская операция — с 24 июня 1944 года по 29 июня 1944 года.
- Минская операция — с 29 июня 1944 года по 4 июля 1944 года.
- Барановичская операция[8] — с 5 июля 1944 года по 16 июля 1944 года.
- Люблин-Брестская операция — с 18 июля 1944 года по 2 августа 1944 года.
- Висло-Одерская операция — с 12 января 1945 года по 3 февраля 1945 года.
- Варшавско-Познанская операция[8] — с 14 января 1945 года по 3 февраля 1945 года.
- Восточно-Померанская операция[8] — с 10 февраля 1945 года по 20 марта 1945 года.
- Берлинская операция[8] — с 16 апреля 1945 года по 8 мая 1945 года.

## Почётные наименования
- 30-му гвардейскому Краснознамённому истребительному авиационному полку 27 июля 1944 года присвоено почётное наименование «Барановичский»[9]

## Награды
- За образцовое выполнение заданий командования на фронте борьбы с немецкими захватчиками и проявленные при этом доблесть и мужество 30-й гвардейский истребительный авиационный полк награждён орденом «Боевого Красного Знамени»[10]
- За образцовое выполнение заданий командования в боях при прорыве обороны немцев и наступлении на Берлин и проявленные при этом доблесть и мужество 30-й гвардейский Барановичский Краснознамённый истребительный авиационный полк награждён орденом «Суворова III степени»[11]

## Отличившиеся воины полка
- Антипов Юрий Александрович, заместитель командира эскадрильи 180-го истребительного авиационного полка в годы войны. После войны Указом Президиума Верховного Совета СССР от 9 сентября 1957 года за освоение новой военной техники и проявленные при этом мужество и героизм лётчику-испытателю полковнику Юрию Александровичу Антипову присвоено звание Героя Советского Союза со вручением ордена Ленина и медали «Золотая Звезда» (№ 11096).
- Горголюк Александр Иванович, командир звена 30-го гвардейского истребительного авиаполка 1-й гвардейской истребительной авиадивизии 16-й воздушной армии Центрального фронта, гвардии капитан, Указом Президиума Верховного Совета СССР от 2 сентября 1943 года удостоен звания Герой Советского Союза, Золотая Звезда № 1112
- Кузнецов Иннокентий Васильевич, заместитель командира 30-го гвардейского истребительного авиаполка 273-й истребительной авиадивизии 6-го истребительного авиакорпуса 16-й воздушной армии Центрального фронта, гвардии майор, Указом Президента СССР от 22 марта 1991 года удостоен звания Герой Советского Союза, Золотая Звезда № 11642.
- Ренц Михаил Петрович, командир эскадрильи 30-го гвардейского авиационного истребительного авиационного полка 273-й истребительной авиационной дивизии 6-го истребительного авиационного корпуса 16-й воздушной армии, гвардии майор, 15 мая 1946 года удостоен звания Герой Советского Союза. Золотая Звезда № 9083

## Статистика боевых действий
Всего за годы Великой Отечественной войны полком:
| Выполнено боевых вылетов | Сбито самолётов в воздухе | Уничтожено самолётов всего |
| ------------------------ | ------------------------- | -------------------------- |
| 9661                     | 381                       | 385                        |

Свои потери:
| Потеряно самолётов, всего | Погибло лётчиков всего | Погибло лётчиков в воздушных боях | Не вернулись с боевого задания | Погибло при налётах и прочие небоевые потери | Погибло в авиакатастрофах и умерло от ран |
| ------------------------- | ---------------------- | --------------------------------- | ------------------------------ | -------------------------------------------- | ----------------------------------------- |
| 104                       | 38                     | 25                                | 10                             | 1                                            | 0                                         |